# 马塘葶苈
马塘葶苈（学名：Draba matangensis），为十字花科葶苈属下的一个植物种。